# Józef Strumiński (aktor)
Józef Strumiński (ur. 10 października 1921 w Czortkowie, zm. 12 czerwca 1997 w Poznaniu) – polski aktor i reżyser teatralny, malarz.

## Życiorys
Wojnę przeżył w ZSRR. W 1943 wstąpił tam do 1 Armii Wojska Polskiego, ukończył szkołę oficerską w Moskwie, w latach 1944-45 brał udział w walkach pod Berlinem i Dreznem. Po demobilizacji studiował historię sztuki na Uniwersytecie Poznańskim i wydział sztuk pięknych w Toruniu, zaś do zawodu aktora przygotowywał się w Poznaniu: w latach 1946-48 w Szkole Dramatycznej Nuny Młodziejowskiej, a w sezonie 1948/49 w Studiu Dramatycznym przy Teatrze Polskim. W latach 1950–55 występował w poznańskich Teatrach Dramatycznych, w sezonie 1956/57 w Starym Teatrze w Krakowie. W latach 1957–60 ponownie grał w Poznaniu. W latach 1960–70 był aktorem Teatru im. Jaracza w Olsztynie i Elblągu, w latach 1971-76 Teatru im. Fredry w Gnieźnie. Zajmował się także poezją i malarstwem, malował akwarele, najczęściej krajobrazy i martwą naturę. Występował w inscenizacjach Stefana Orzechowskiego, Adama Hanuszkiewicza, Aleksandra Gąssowskiego, Ryszarda Sobolewskiego a także Bohdana Poręby. Reżyserował na deskach Teatru Polskiego w Poznaniu oraz Teatru im. Stefana Jaracza w Olsztynie. Został pochowany na cmentarzu Górczyńskim w Poznaniu.